# Flip Heeneman
Flip Heeneman, geboren als Phylippus Cornelis Heeneman (Rotterdam, 25 juli 1932), is een Nederlands acteur.

## Biografie
Heeneman volgde geen beroepsopleiding tot acteur maar kreeg wel toneellessen van onder meer Ansje van Brandenberg, Eva Hauck, Kommer Kleyn en dictie bij Anna Blaman. Hij speelde vooral in het amateurtoneel maar was ook jarenlang actief als acteur in het jeugdtheater en lid van het gezelschap Kindertheater Pssstt. Hier werd hij ontdekt door John Lanting die hem contracteerde voor veel bijrollen in zijn Theater van de Lach. Ook speelde hij veel kleine rollen in bekende Nederlandse tv-series. Heeneman woont in Rotterdam.

## Filmografie
- In de kast, op de kast - Theo de Kadt (1978)
- Een kus van een Rus - Willems (1981)
- De lachende scheerkwast - Gijs (aflevering Komen en Gaan, 1982)
- Een scheve schaats - Johan van Galen (1983)
- Een trouwring mag niet knellen - Karel Klapwijk (1988)
- Den Haag vandaag: Oftewel een avond lang lachen - Hotelmanager (1989)
- Ha, die Pa! - Doorenbosch (aflevering Favoriet, 1991)
- Medisch Centrum West - Heer Wikkel (diverse afleveringen, 1991)
- Goede tijden, slechte tijden - Pensionhouder (aflevering 359, 1992)
- Sneeuwval - Oudere man (1993)
- De kleine blonde dood - Organisator Cultureel Café (1993)
- Flodder - Butler Pleijsier (aflevering Blauw Bloed, 1993)
- Oppassen!!! - Freddy, bijnaam De Garnaal (diverse afleveringen, 1993-1997, 2002)
- Toen was geluk heel gewoon - Cornelis Peppink (1994)
- Kink in de kabel - Fotograaf (1995)
- Ben zo terug - Dhr. Eysinga (aflevering Koffie Caragillo, 2000)
- Met één been in het graf - Meneer Baars (aflevering Opgesloten, 2006)